# 96205 Ararat
96205 Ararat è un asteroide della fascia principale. Scoperto nel 1992, presenta un'orbita caratterizzata da un semiasse maggiore pari a 2,4134796 UA e da un'eccentricità di 0,1896276, inclinata di 2,53059° rispetto all'eclittica.
L'asteroide è dedicato all'omonimo monte in Turchia.